# Psihologija rada
Psihologija rada (poslovna psihologija) je ogranak psihologije koji proučava zavisnost uspeha u radu od različitih psihičkih faktora, kao i uticaj pojedinih vrsta poslova i radnih uslova na psihički život onih koji rade. Najrazvijeniji deo psihologije rada jeste industrijska psihologija, koja se bavi psihološkim pitanjima rada u industriji. Krajni cilj je humanizacija rada sa ljudima uz postizanje što veće efikasnosti i ostvarivanja maksimalnog individualnog i kolektivnog potencijala. Poslovni psiholog se bavi savetovanjem, obukom, unapređenjem ljudskih resursa kao i psihofiziološkim i organizacijskim aspektima rada, da bi se obezbedio individualni uspeh i prosperitet zaposlenih u svim oblastima pa sa tim i siguran uspjeh i bolje poslovanje preduzeća.
Psihologija rada nastala je u Americi u periodu industrijalizacije (krajem XIX veka). Tejlor je veoma doprineo ovoj oblasti. Radio je kao inženjer u Fordovim fabrikama u kojima je uvodio principe naučne organizacije rada. Osnivač psihologije rada je Amerikanac nemačkog porekla Hjugo Minsterberg.
Da bi organizacija odgovorila zahtevima modernog doba, neophodno je vršiti kvalitetnu i efikasnu regrutaciju i selekciju, odabrati prave ljude za posao i efikasno koristiti ljudske potencijale, motivisati radnike, eliminisati odsustva, uvesti pravedno nagrađivanje, sisteme napredovanja i donositi odluke na osnovu trenutnih informacija. Stručna selekcija i orijentacija zaposlenih omogućuje da zaposleni budu dobro raspoređeni, i to na osnovu svojih sposobnosti, sklonosti i motivisanosti za rad i da u kompaniji pravi čovek bude na pravom mestu.
Poslovni psiholozi su poznavaoci osnova psihologije rada, psihologije menadžmenta, psihologije marketinga, upravljanja ljudskim resursima, organizacionog ponašanja, psihologije uspeha, poslovnih komunikacija, savetovanja, pravnih propisa s područja rada i radnih odnosa, zdravstvenog osiguranja i zdravstvene zaštite, socijalne zaštite i zaštite na radu. Moraju poznavati zakone i zakonske propise, interne propise preduzeća ili organizacije u kojoj su zaposleni (statut, pravilnike, ugovore, kolektivne ugovore). Zaduženi su za kreiranje kadrovske dokumentacije, učestvovanje u obračun plate zaposlenih i izveštaje po zadatim kriterijumima za veliki broj zaposlenih.

## Literatura
- Aube, C. & Rousseau, V. (2005). Aubé, Caroline; Rousseau, Vincent (2005). „Team goal commitment and team effectiveness: The role of task interdependence and supportive behaviors”. Group Dynamics: Theory, Research, and Practice. 9 (3): 189—204. doi:10.1037/1089-2699.9.3.189.
- Barrick, Murray R.; Stewart, Greg L.; Neubert, Mitchell J.; Mount, Michael K. (1998). „Relating member ability and personality to Work-team processes and team effectiveness”. Journal of Applied Psychology. 83 (3): 377—91. doi:10.1037/0021-9010.83.3.377.
- Dematteo, J.S.; Eby, L.T. & Sundstrom, E. „Team-based rewards: Current empirical evidence and directions for future research”. Research in Organizational Behavior. 20: 141—83. 1998.
- Guzzo, R.A. & Shea, G.P. „Group Performance and intergroup relations in organizations”. Handbook of Industrial and Organizational Psychology (Vol. 3, pp. 269–313). 1992..
- Hackman, J.Richard; Brousseau, Kenneth R.; Weiss, Janet A. (1976). „The interaction of task design and group performance strategies in determining group effectiveness”. Organizational Behavior and Human Performance. 16 (2): 350—65. doi:10.1016/0030-5073(76)90021-0.
- Hackman, J.R. & Oldham, G.R. „Work redesign”. Reading, MA. 1980.: Addison-Wesley.
- Haines, Victor Y.; Taggar, Simon (2006). „Antecedents of team reward attitude”. Group Dynamics: Theory, Research, and Practice. 10 (3): 194—205. doi:10.1037/1089-2699.10.3.194.
- Lock, E.A. & Latham, G.P. (1990). A theory of goal setting and task performance. Englewood Cliffs, NJ: Prentice-Hall.
- Luthans, F., & Kreitner, R. (1985). Organizational behavior modification and beyond: An operant and social learning approach (2nd изд.). Glenview, IL: Scott., Foresman.
- Mitchell, Terence R.; Silver, William S. (1990). „Individual and group goals when workers are interdependent. Effects on task strategy and performance”. Journal of Applied Psychology. 75 (2): 185—193. doi:10.1037/0021-9010.75.2.185.
- Salas, E.; Stagl, K. & Burke, C. (2004). 25 years of team effectiveness in organizations: Research themes and emerging needs, in C. Cooper & I. Robertson (eds), International Review of Industrial and Organizational Psychology. 19 (47–91). Недостаје или је празан параметар |title= (помоћ). Chichester, UK: John Wiley & Sons.
- Sundstrom, Eric; De Meuse, Kenneth P.; Futrell, David (1990). „Work teams: applications and effectiveness”. American Psychologist. 45 (2): 120—33. doi:10.1037/0003-066X.45.2.120.
- Sundstrom, E.; McIntyre, M.; Halfhill, T. & Richards, H. (2000). Sundstrom, Eric; McIntyre, Michael; Halfhill, Terry; Richards, Heather (2000). „Work Groups: From the Hawthorne Studies to Work Teams of the 1990s and Beyond”. Group Dynamics: Theory, Research, and Practice. 4 (1): 44—47. doi:10.1037/1089-2699.4.1.44..
- Van Vianen, Annelies E.M.; De Dreu, Carsten K.W. (2001). „Personality in teams: Its relationship to social cohesion, task cohesion, and team performance”. European Journal of Work and Organizational Psychology. 10 (2): 97—120. doi:10.1080/13594320143000573.
- Wageman, Ruth; Baker, George (1997). „Incentives and cooperation: The joint effects of task and reward interdependence on group performance”. Journal of Organizational Behavior. 18 (2): 139—58. doi:10.1002/(SICI)1099-1379(199703)18:2<139::AID-JOB791>3.0.CO;2-R.
- Whitney, K. (1994). Whitney, Kristina (1994). „Improving group task performance: The role of group goals and group efficacy”. Human Performance. 7: 55—78. doi:10.1207/s15327043hup0701_5.
- Anderson, N.; Ones, D.S.; Sinangil, H.K. & Viswesvaran, C. (Eds.). (2002). Handbook of industrial, work and organizational psychology, Volume 1: Personnel psychology. Thousand Oaks, CA: Sage Publications Ltd.
- Anderson, N.; Ones, D.S.; Sinangil, H.K. & Viswesvaran, C. (Eds.). (2002). Handbook of industrial, work and organizational psychology, Volume 2: Organizational psychology. Thousand Oaks, CA: Sage Publications Ltd.
- Borman, W.C.; Ilgen, D.R. & Klimoski, R.J. (Eds.). (2003). Handbook of psychology: Vol 12 Industrial and organizational psychology. Hoboken, NJ: John Wiley & Sons.
- Borman, W.C. & Motowidlo, S.J. (1993). Expanding the criterion domain to include elements of contextual performance. Chapter in N. Schmitt and W.C. Borman (Eds.), Personnel Selection. San Francisco: Josey-Bass (pp. 71–98).
- Campbell, J.P.; Gasser, M.B. & Oswald, F.L. (1996). The substantive nature of job performance variability. In K.R. Murphy (Ed.), Individual differences and behavior in organizations (pp. 258–99). San Francisco: Jossey-Bass.
- Copley, F.B. (1923), Frederick W. Taylor father of scientific management, Vols. I and II. New York: Taylor Society.
- Dunnette, M.D. (Ed.). (1976). Handbook of industrial and organizational psychology. Chicago: Rand McNally.
- Dunnette, M.D. & Hough, L.M. (Eds.). (1991). Handbook of industrial/organizational psychology (4 Volumes). Palo Alto, CA: Consulting Psychologists Press.
- Guion, R.M. (1998), Assessment, measurement and prediction for personnel decisions, Mahwah, NJ: Lawrence Erlbaum
- Hunter, J.E. & Schmidt, F.L. (1990). Methods of meta-analysis: Correcting error and bias in research findings. Newbury Park, CA: Sage.
- Jones, Ishmael (2008), The Human Factor: Inside the CIA's Dysfunctional Intelligence Culture, New York: Encounter Books
- Koppes, L.L. (Ed.). (2007). Historical perspectives in industrial and organizational psychology. Mahwah, NJ: Lawrence Erlbaum.
- Lant, T.K. "Organizational Cognition and Interpretation," in Baum, (Ed)., The Blackwell Companion to Organizations. Oxford: Blackwell Publishers.
- Lowman, R.L. (Ed.). (2002). The California School of Organizational Studies handbook of organizational consulting psychology: A comprehensive guide to theory, skills and techniques. San Francisco, CA: Jossey-Bass.
- Rogelberg, S.G. (Ed.). (2002). Handbook of research methods in industrial and organizational psychology. Malden, MA: Blackwell.
- Sackett, P. R.; Wilk, S. L. (1994). „Within group norming and other forms of score adjustment in pre-employment testing”. American Psychologist. 49 (11): 929—54. PMID 7985886. doi:10.1037/0003-066X.49.11.929.
- Schmidt, Frank L.; Hunter, John E. (1998). „The validity and utility of selection methods in personnel psychology: Practical and theoretical implications of 85 years of research findings”. Psychological Bulletin. 124 (2): 262—74. doi:10.1037/0033-2909.124.2.262.

## Spoljašnje veze
- „”. Архивирано из оригинала 2. 8. 2009. г.